# Lossless Transform Audio Compression
Lossless Transform Audio Compression (LTAC) es un algoritmo de compresión de datos para comprimir audio con modulación por impulsos codificados (PCM).
Fue desarrollado por: Tilman Liebchen, Marcus Purat y Peter Noll, en el Instituto de Telecomunicaciones de la Universidad Técnica de Berlín.
Este es un algoritmo basado en la transformada ortonormal de signo. Este utiliza una recontracción de 16 bits de entrada, usando números enteros de los coeficientes de la transformada y adicionalmente una señal de error. Siendo así por encima del promedio de predicciones lineales en compresión sin pérdidas.